# Київський окружний адміністративний суд
Київський окружний адміністративний суд — місцевий спеціалізований адміністративний суд першої інстанції, розташований у місті Києві, юрисдикція якого поширюється на місто Київ та Київську область.

## Компетенція
Місцевий адміністративний суд при здійсненні судочинства керується Кодексом адміністративного судочинства України. Він розглядає адміністративні справи, тобто публічно-правові спори, у яких хоча б однією зі сторін є органом виконавчої влади, органом місцевого самоврядування, їхня посадова чи службова особа або інший суб'єкт, який здійснює владні управлінські функції. Іншою стороною є приватний елемент (громадянин, юридична особа приватного права тощо).
До числа адміністративних справ належать, зокрема, спори фізичних чи юридичних осіб із суб'єктом владних повноважень щодо оскарження його рішень (нормативно-правових актів чи правових актів індивідуальної дії), дій чи бездіяльності; з приводу прийняття громадян на публічну службу, її проходження, звільнення з публічної служби; щодо виборчого процесу тощо. В окремих випадках адміністративний суд розглядає справи за зверненням суб'єкта владних повноважень.
Адміністративний суд розглядає справу, як правило, за місцезнаходженням відповідача, тобто якщо офіційна адреса відповідача зареєстрована на території юрисдикції цього суду.

## Створення
Суд утворений 1 січня 2005 року згідно з Указом Президента України «Про утворення місцевих та апеляційних адміністративних судів, затвердження їх мережі та кількісного складу суддів» від 16 листопада 2004 року № 1417/2004

## Керівництво
- Голова суду — Басай Олег Вікторович
- Заступник голови суду — Щавінський Віталій Романович
- Керівник апарату суду — Геліч Тетяна Володимирівна[5]

## Структура
Суд очолює його голова, який має заступника. Правосуддя здійснюють 22 судді.
Організаційне забезпечення діяльності суду здійснює апарат, очолюваний керівником апарату, який має двох заступників.
До патронатної служби входять помічники суддів. Секретарі судового засідання безпосередньо підпорядковані керівнику апарату та судді, з яким працюють відповідно до внутрішнього розподілу обов'язків.
Апарат суду має 4 відділи.

### Відділи
- Управління персоналом та інформаційного забезпечення.
- Правової, аналітично-статистичної роботи та узагальнення судової практики.
- Бухгалтерського обліку та господарського забезпечення.
- Документального забезпечення і контролю.[6]